# Michael Kunter
Michael Kunter (* 1980 in Berlin) ist ein deutscher Grafiker.
Er hat von 2000 bis 2002 eine Ausbildung zum Werbekaufmann absolviert. Anschließend studierte er Visuelle Kommunikation an der UdK Berlin und der VŠUP Prag.
Für die Bundesrepublik Deutschland hat er seit 2007 mehrere Briefmarken gestaltet, u. a.
- 2007: „125. Geburtstag“ Karl Valentin[1]
- 2010: „200 Jahre Oktoberfest“[2]
- 2011: „125 Jahre Mecklenburgische Bäderbahn Molli“[3]
- 2014: „50 Jahre Deutsche Jugendfeuerwehr“[4]
- 2015: „125 Jahre erster bayerischer Gebirgstrachtenverband“
- 2019: „Für die Wohlfahrtspflege – Das tapfere Schneiderlein“
- 2020: In der Serie Grimms Märchen zum Märchen Der Wolf und die sieben jungen Geißlein, drei Postwertzeichen zugunsten der Freien Wohlfahrtspflege.[5]
- 2020: In der Serie Europa eine Blockausgabe Historische Postwege im Nennwert von 80 Eurocent.[6]
- 2021: In der Serie Grimms Märchen zum Märchen Frau Holle drei Postwertzeichen zugunsten der Bundesarbeitsgemeinschaft der Freien Wohlfahrtspflege.[7]

Postwertzeichen in der Serie Grimms Märchen
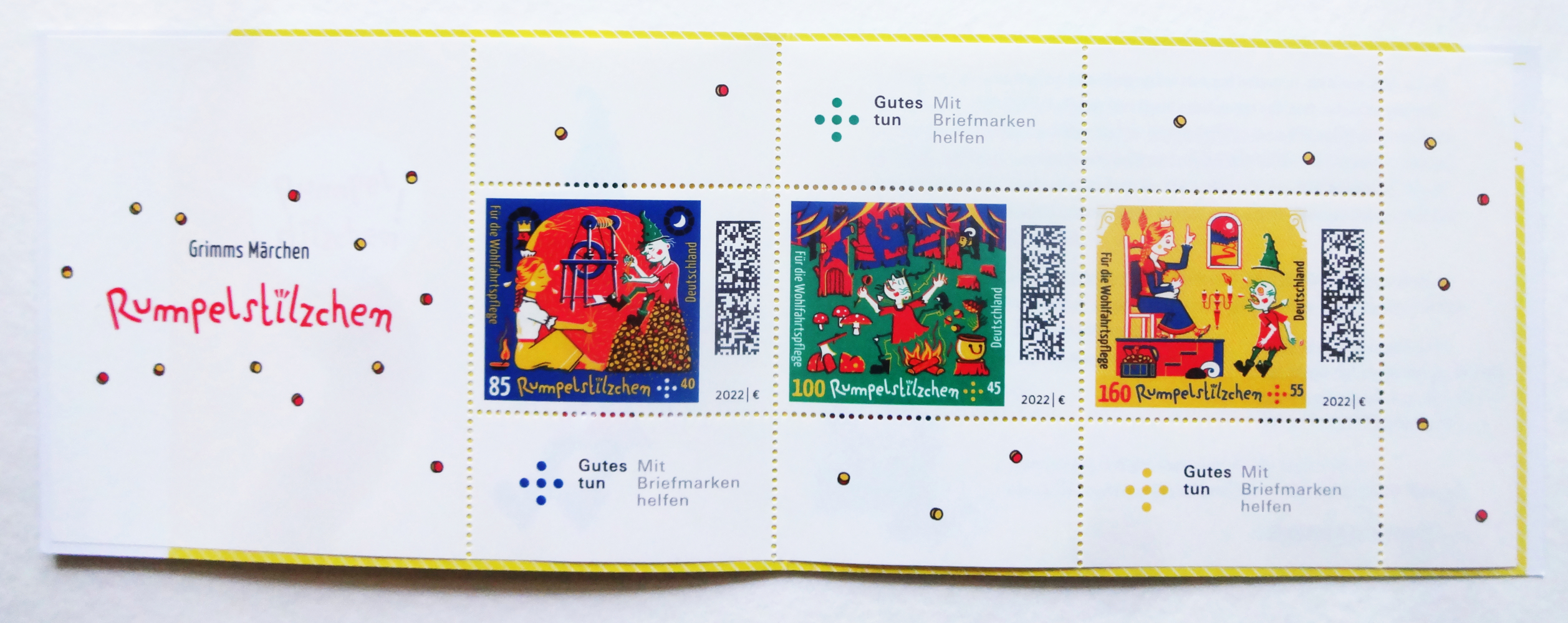
Rumpelstilzchen Markenset, 2022
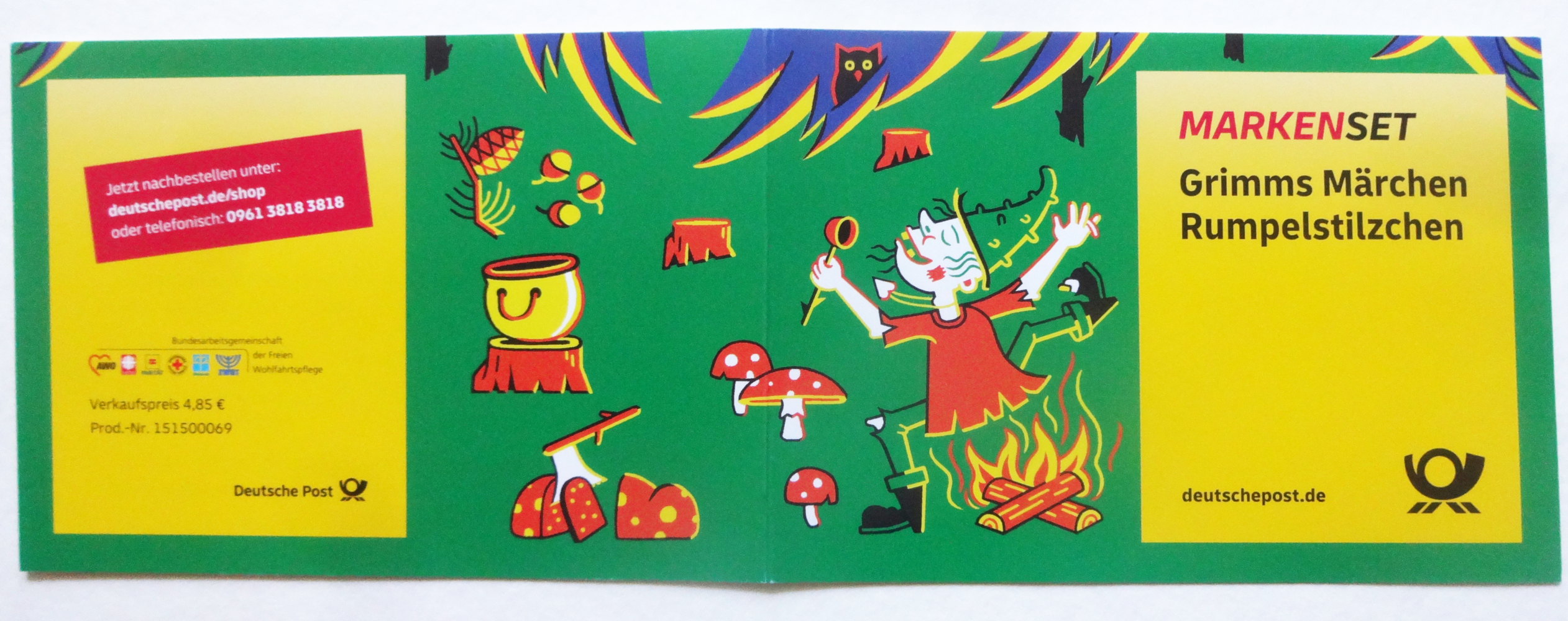
Rumpelstilzchen Markenset, 2022, Deckel
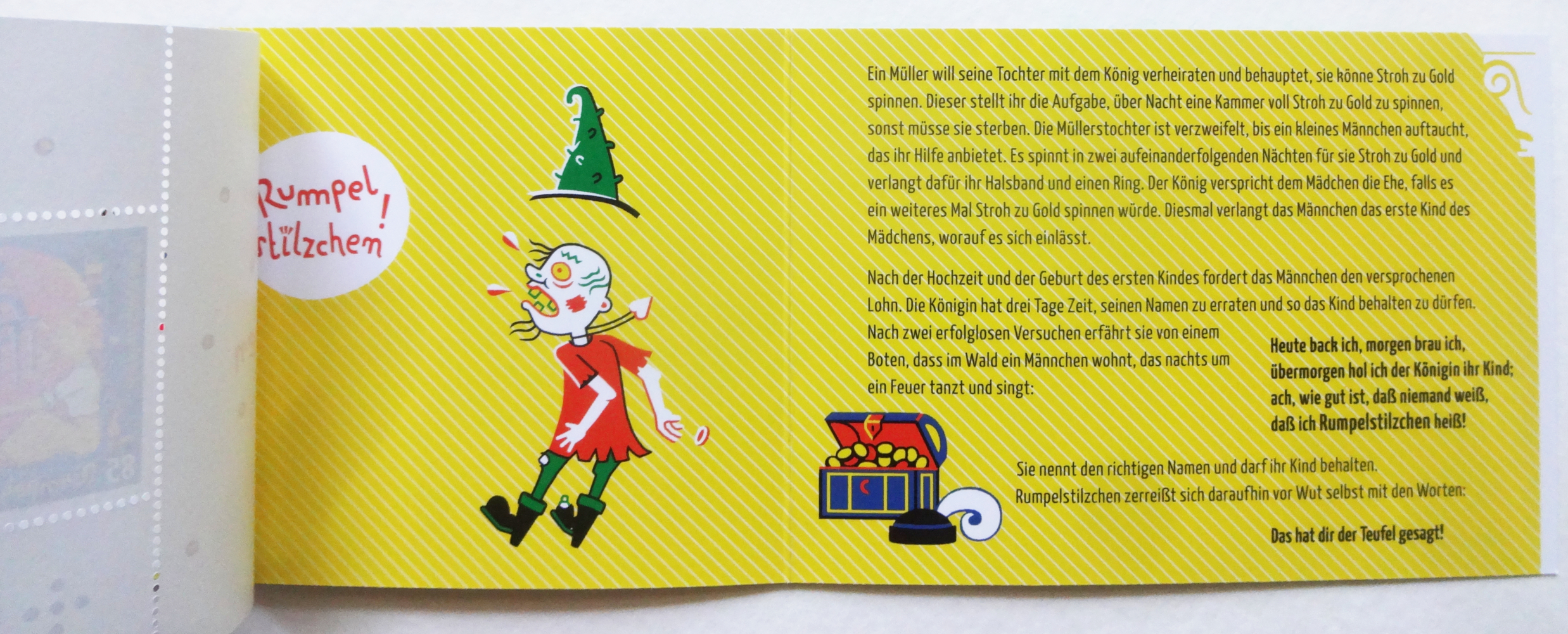
Rumpelstilzchen Markenset, 2022, Deckelinnenseite